# Gerard Londo

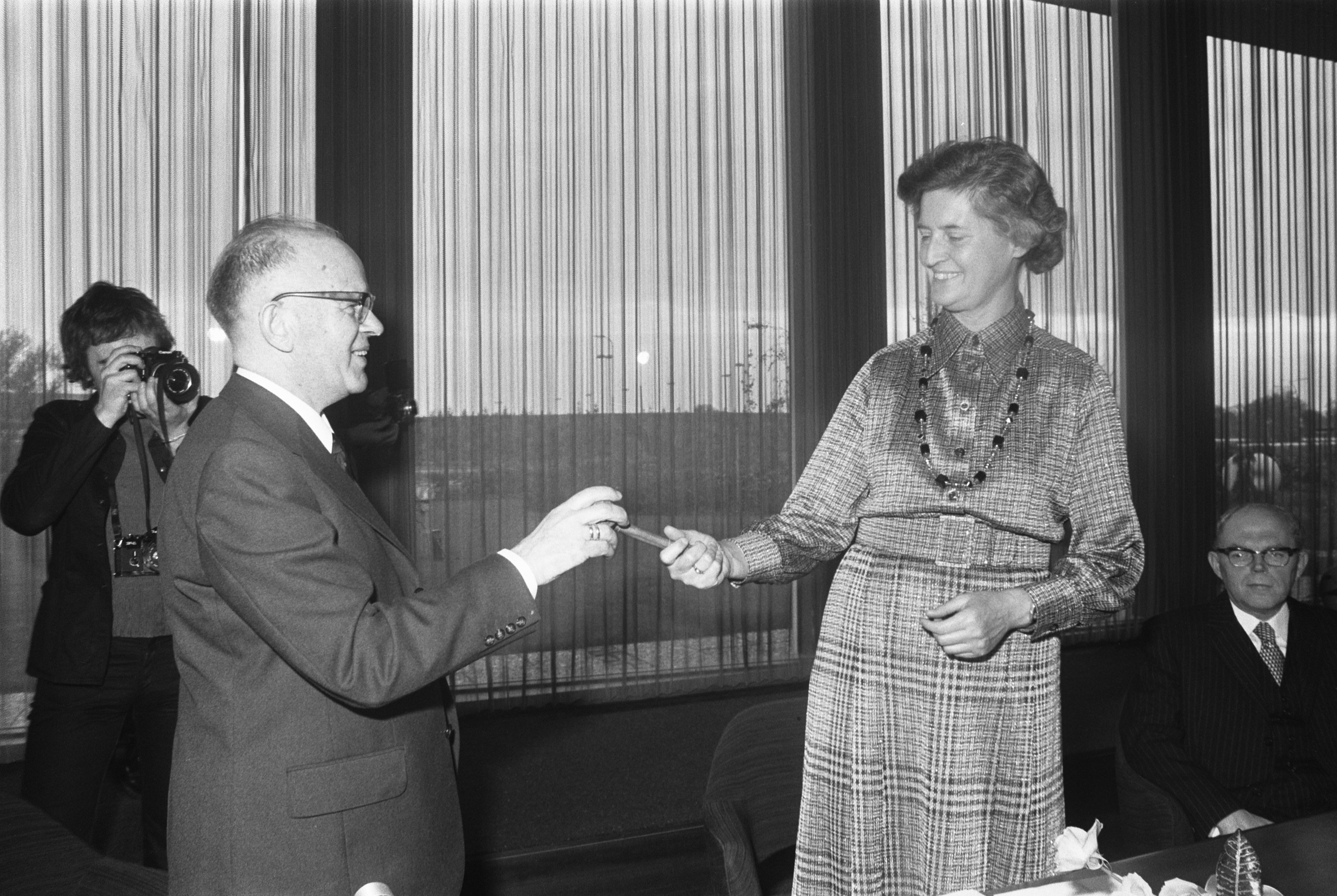
G. Londo overhandigt voorzittershamer aan A.P. Schilthuis; de nieuwe Commissaris van de Koningin in Drenthe (1974)

Gerard Londo (Kampen, 3 januari 1913 – Emmen, 25 januari 2011) was een Nederlands politicus van de PvdA.
Hij ging in Kampen naar de hbs en was begin jaren 30 volontair bij de gemeente Kamperveen. Londo ging in 1936 verder bij de gemeente Zwollerkerspel en drie jaar later werd hij ambtenaar bij de gemeente IJsselmuiden. Londo was sinds 1934 reserve-tweede-luitenant en in 1938 promoveerde hij tot reserve-eerste-luitenant. Bij de Slag om de Grebbeberg in mei 1940 verwierf hij een heldenstatus door als artilleriecommandant onder zwaar vijandelijk artillerievuur via open terreinen contact te houden met de verspreid opgestelde manschappen. Bij de capitulatie raakte hij zwaargewond aan zijn bovenlichaam. Na verpleging in Emmerich en Dorsten werd hij een maand later geheel hersteld ontslagen uit het militair hospitaal. Hij was later actief in het verzet (er waren kaartenbakken zoek) en was bij de bevrijding plaatselijk commandant van de NBS. Vervolgens ging hij als reserve-officier (majoor, 4-9 RI) naar Engeland en Nederlands-Indië, waar hij al snel (in Tawa Mangu, midden Java) zag dat de Nederlandse inzet een verloren zaak was (zie ook: Goderd van Heek, Front op Java). Met de TNI (Indonesisch Nationaal Leger) maakte hij afspraken: hij wilde 'zijn jongens' terugbrengen naar Nederland. Voor zijn inzet op de Grebbe kreeg hij de Bronzen Leeuw en het Bronzen Kruis. Begin 1950 hervatte hij zijn werk in IJsselmuiden. Londo was daar commies voor hij in mei 1952 tot burgemeester van Westerbork werd benoemd. Daarnaast was hij in de periode 1959-1960 waarnemend burgemeester van Sleen en in 1963 werd hij tevens waarnemend burgemeester van Beilen. Bovendien was hij vanaf 1954 lid van de Provinciale Staten van Drenthe. In 1963 gaf hij zijn burgemeesterschap op omdat hij Gedeputeerde van Drenthe werd. Hij was toen ook enkele jaren plaatsvervangend commissaris. Londo ging in 1978 ging met pensioen. Hij was voorzitter van de commissie die zich boog over de bekostiging van de materiële uitgaven in primair en voortgezet onderwijs, het zogeheten LONDO-stelsel. Ingrepen die vanuit het ministerie van Financiën zijn gedaan op het eindresultaat van de commissie, kregen niet zijn instemming. Gerard Londo  overleed in 2011 op 98-jarige leeftijd.